# Côte des Flandres
Il Côte des Flandres è un traghetto appartenente alla società BNP Paribas ed in gestione alla compagnia di navigazione danese DFDS.

## Servizio
Varato il 14 ottobre 2004 nei cantieri navali Chantiers de l'Atlantique di Saint-Nazaire con il nome di Seafrance Berlioz e consegnato il 28 marzo 2005 alla Seafrance, prende servizio il 4 aprile nei collegamenti tra Dover e Calais.

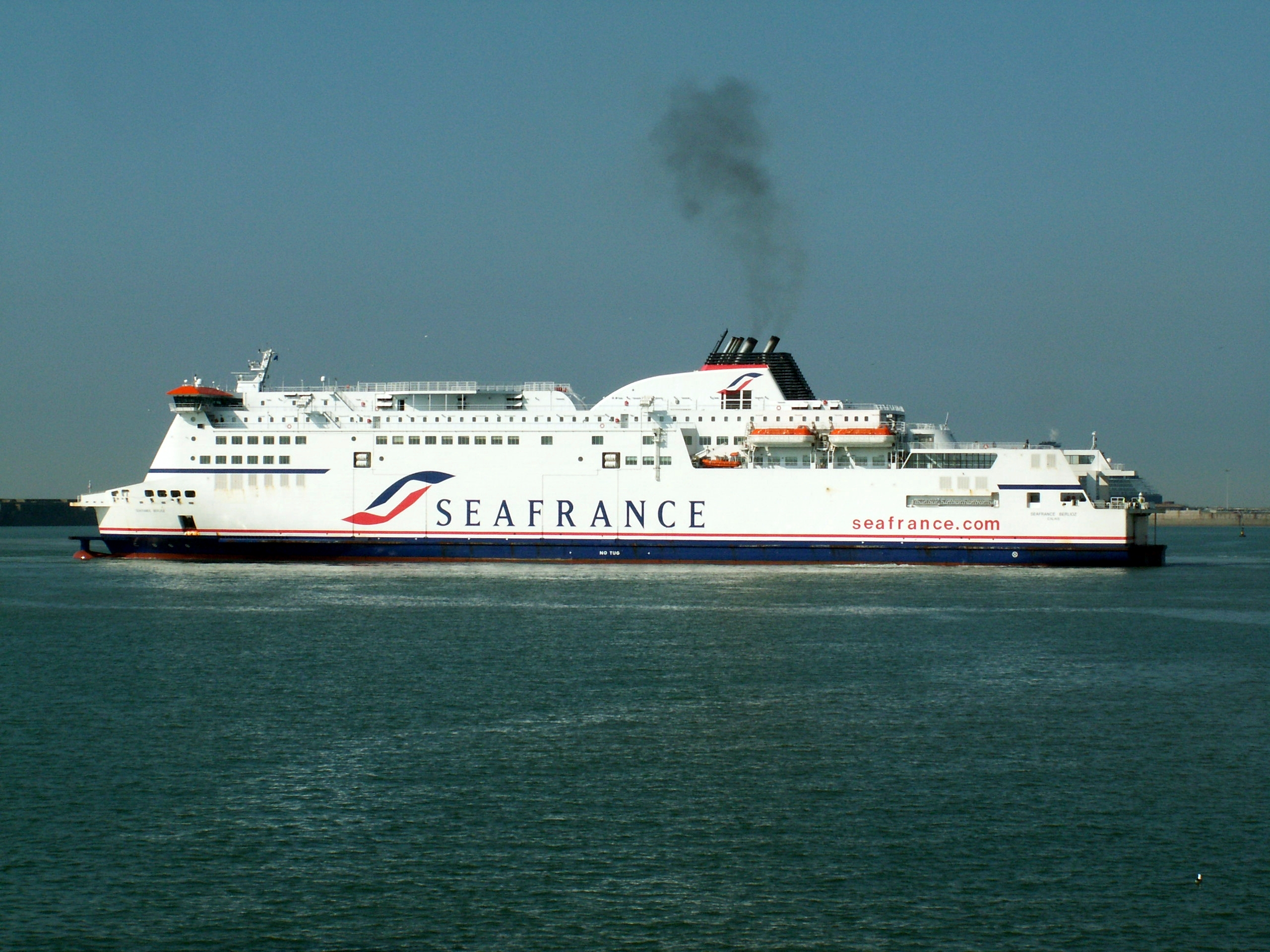
Il Seafrance Berlioz in navigazione nel 2006.

Il 16 novembre 2011, in seguito ai problemi finanziari della compagnia armatrice, viene disarmato a Calais.
Il 5 gennaio 2012, durante il disarmo a Calais, rompe gli ormeggi a causa del forte vento, finendo alla deriva contro la nave posacavi Ile de Batz. Nell'incidente, l'aletta di dritta rimane gravemente danneggiata.
Il 9 gennaio 2012, con il definitivo fallimento della Seafrance, viene messo all'asta. L'11 giugno viene venduto alla Euro-Transmanche SAS ed il 12 luglio salpa da Calais per i cantieri di Dunkerque, dove viene ribattezzato Berlioz sei giorni dopo.
Il 20 agosto torna in servizio nei collegamenti tra Dover e Calais sotto le insegne della MyFerryLink.
Il 27 ottobre 2012 entra in collisione con il Pride Of Burgundy, riportando danni alla fiancata di sinistra.

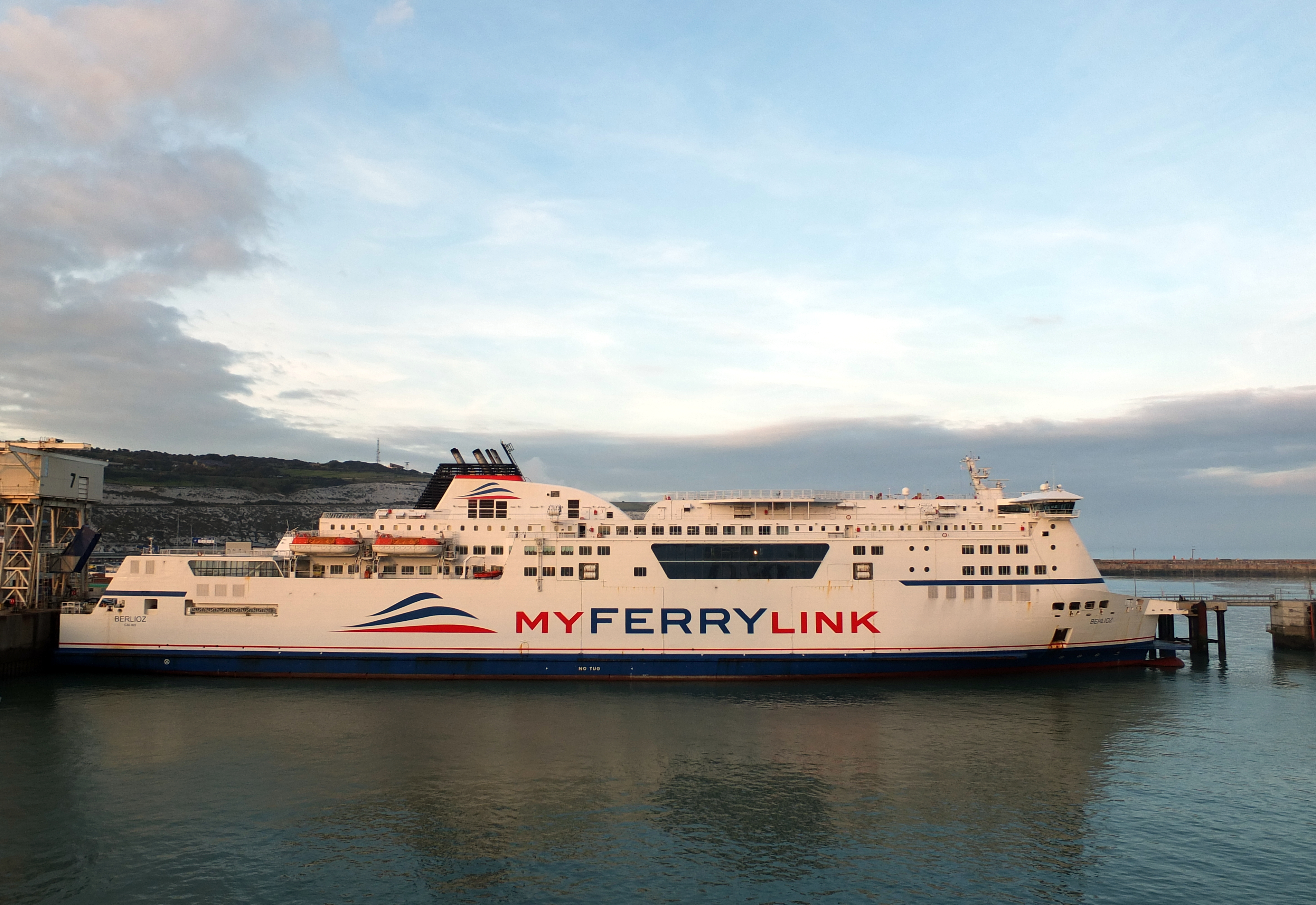
Il Berlioz ormeggiato a Dover nel 2014.

Il 22 giugno 2015 viene noleggiato alla DFDS, con la quale prende servizio il 1º settembre successivo.
Il 14 settembre 2015 viene trasferito al rimorchio in cantiere a Dunkerque, dove viene sottoposto a lavoro di ristrutturazione. Il 2 febbraio 2016 viene ribattezzato Côte des Flandres ed il 23 febbraio torna in servizio nella Manica.
Il 23 giugno 2017 viene venduto a titolo definitivo alla DFDS e successivamente trasferito alla società BNP Paribas, venendo a sua volta noleggiato di nuovo alla DFDS per 5 anni e mezzo a scafo nudo.

## Navi gemelle
- Côte des Dunes